# محمدرضا تهرانچی
محمدرضا تهرانچی از سیاستمداران ایرانی بود، که در دوره‌های  هشتم
، نهم
، دهم
، یازدهم،
 دوازدهم،
 سیزدهم و
دوره چهاردهم بعنوان نماینده تهران در مجلس شورای ملی حضور داشت.
وی یکی از اعضای  اتاق بازرگانی تهران بوده است. 